# Iráni művészet
Az alábbiakban az Irán területén létezett kultúrákról adunk áttekintést. Irán területén Egyiptommal és Mezopotámiával egy időben jöttek létre az első kultúrák, ettől kezdve folyamatosan lakott volt. Az itt kialakult kultúrák helyi jellegzetességeit az egyes cikkekben taglaljuk. Az azonban elmondható, hogy a helyi hagyományok sokszor egymásra többszörösen rétegeződtek.

## Őskori kultúrák
- Tepe Szialk
- Tepe Jahja
- Szúsza őskori kerámiái

## Ókori kultúrák

### Irán területének egyesítése előtt
- Elámi művészet
- Lurisztáni művészet
- A Megégett város kultúrája

### Irán területének egyesítése után
- Óperzsa művészet vagy Akhaimenida művészet: az Óperzsa Birodalom művészete Kr. e. 539 és 331 között.
- Hellenisztikus művészet: Nagy Sándor uralma után a Szeleukidák korának művészete.
- Parthus művészet: Kr. e. 250-től Kr. u. 224-ig a parthusok birodalomának művészete.
- Szászánida művészet: az Újperzsa Birodalom művészete (nem azonos az újperzsa művészettel), mely véget ért az iszlám terjeszkedésével.
- Iszlám művészet: az iszlám művészet különböző korszakai Irán területén, beleértve a síiták és szunniták és a kortárs Irán művészetét. Az iszlám művészetben új színfolt XV. századtól az újperzsa művészet, mely síita elvekre hivatkozva engedte az emberábrázolást. Szintén uralkodói dinasztiák alapján korszakolható (lásd ott).

### A határterületek művészete
- Szogd művészet
- Oxusi kincs
- Gandhára művészete
- Mathura művészete